# جوزيف ك. ليندسي
جوزيف ك. ليندسي (بالإنجليزية: Joseph C. Lindsey)‏ هو محامي وسياسي أمريكي، ولد في 10 أغسطس 1959 في نورفولك في الولايات المتحدة. حزبياً، نشط في الحزب الديمقراطي.